# Marae

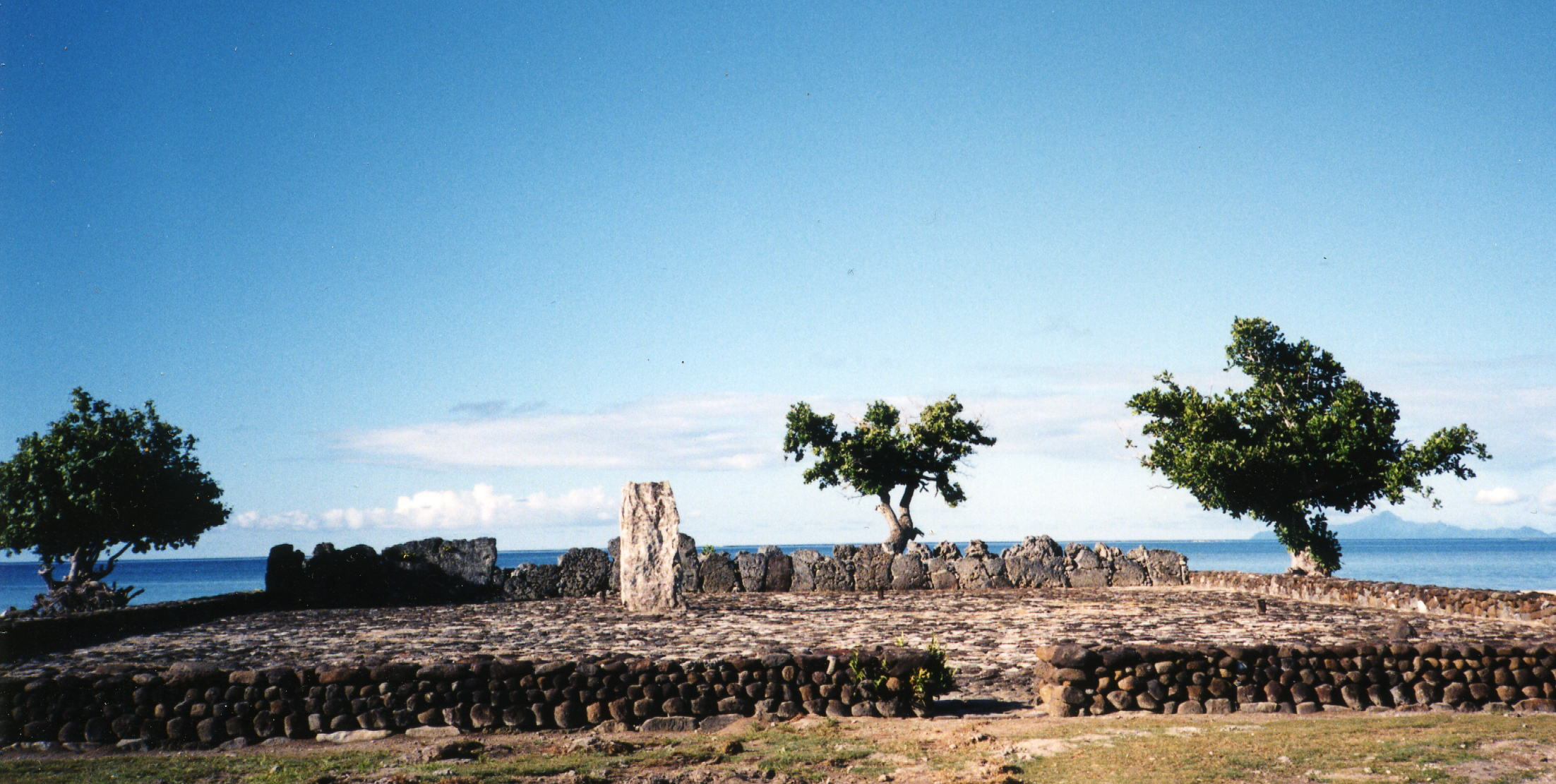
Taputapuātea, starożytne marae na Raʻiātea (Wyspy Towarzystwa)

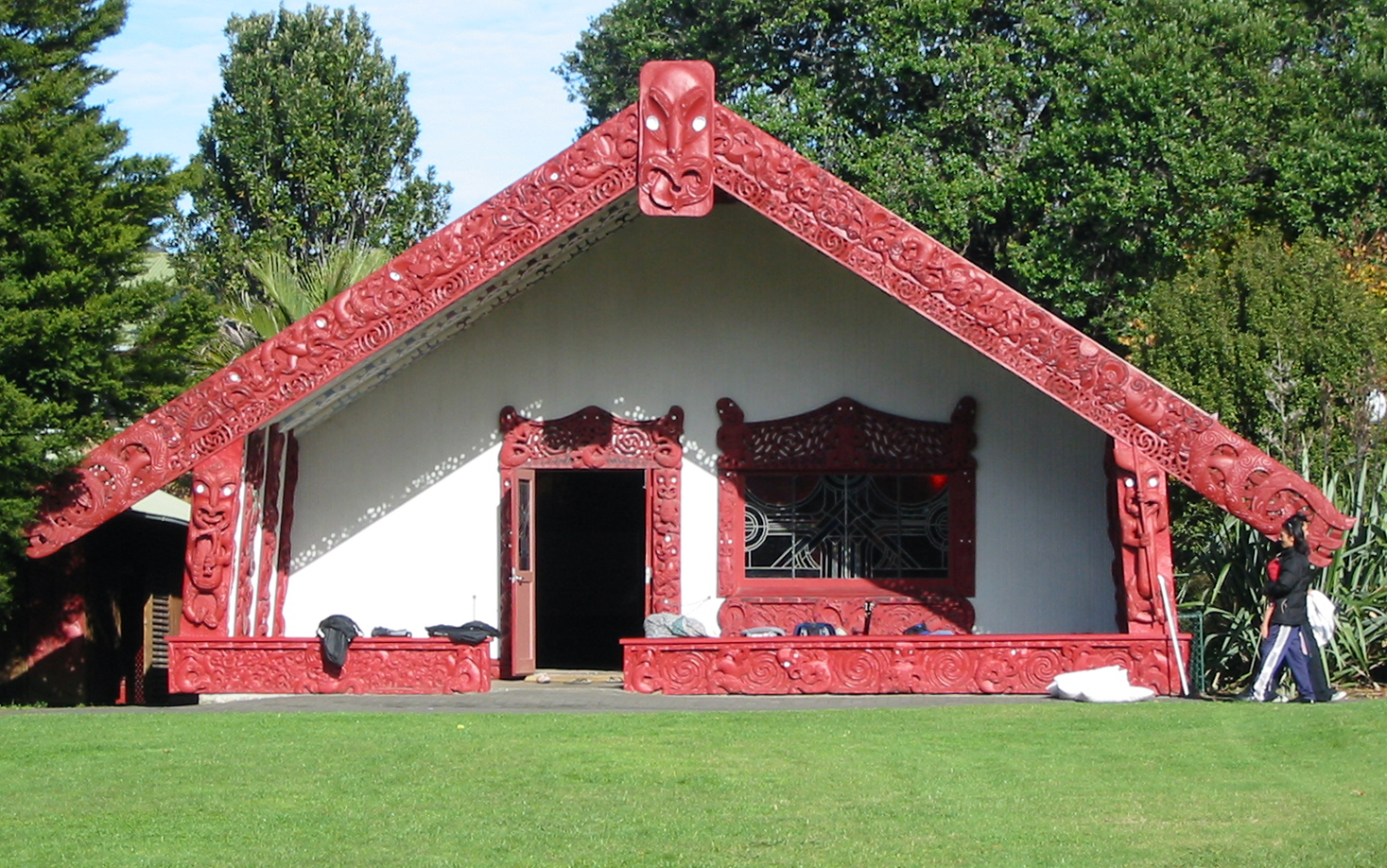
Waipapa marae w Auckland

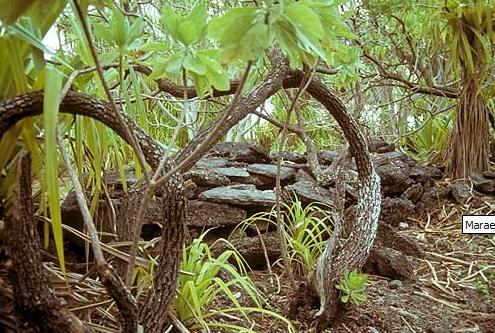
Dawne marae na Kiribati

Marae (malaʻe na Samoa i Hawajach) – w kulturach polinezyjskich miejsce spotkań o charakterze sakralnym, pełniące także funkcje społeczne, niekiedy również polityczne. Sama nazwa dosłownie znaczy „(miejsce) oczyszczone” (z drzew, chwastów itd.). Fizycznie jest to prostokątna polana otoczona kamieniami lub słupami drewnianymi, zwanymi ahu lub aʻu, które wyznaczają jej granice. Dodatkowo jeden ahu pełni funkcję ołtarza. Czasami obok stoi ozdobiony rzeźbami budynek wharenui, pełniący rolę miejsca spotkań lokalnej społeczności. Niekiedy cały kompleks również nazywany jest ahu. Marae różnią się wielkością, niektóre służyły jednej rodzinie lub klanowi, inne były miejscem zjazdów wodzów z całego archipelagu. W tradycyjnych kulturach Polinezji marae pełniły rolę sakralno-ceremonialną, w większości zostały zniszczone w XIX w. przez gorliwych misjonarzy chrześcijańskich, jednak również obecnie stanowią ważny element codziennego życia Maorysów na Nowej Zelandii.
Nawet tam, gdzie zostały zniszczone, samo miejsce nadal jest uważane za tabu, co wiąże się na przykład z zakazem zabudowy.